# Houilles
Houilles és un municipi francès, situat al departament d'Yvelines i a la regió de l'Illa de França. L'any 1999 tenia 30.163 habitants.
Forma part del cantó de Houilles, del districte de Saint-Germain-en-Laye i de la Comunitat d'aglomeració Saint Germain Boucles de Seine.